# Nogometni Klub Naklo
Il Nogometni Klub Naklo è una società calcistica slovena con sede nella città di Naklo.
Fondato nel 1936 poi fallito e rifondato nel 2010, il club nella stagione 2013-2014 milita nella 4.SNL.

## Palmarès
- 4.SNL: 1

2009-2010